# 庫克菲爾德龍屬
庫克菲爾德龍屬（學名：Kukufeldia）是禽龍類恐龍的一屬，屬於禽龍類內部的硬棘龍類（Styracosterna）演化支，生存於白堊紀早期的英格蘭。
化石是一個接近完整的右齒骨（編號NHMUK 28660），發現於英格蘭南部西薩塞克斯郡的Cuckfield村。在1848年，英國古生物學家吉迪恩·曼特爾將這個化石進行初步研究，最初被編入於安格理克斯禽龍（I. anglicus）。但安格理克斯禽龍本身是個疑名，其模式標本（編號BMNH 2392）是一些難以鑑定的牙齒，發現於相同地層。
在2010年，Andrew T. McDonald等人將這些化石建立為新屬，模式種是蒂爾蓋特庫克菲爾德龍（K. tilgatensis）。屬名來自於Cuckfield村的11世紀古地名「Kukufeld」；種名則是以當地的蒂爾蓋特森林為名。